# Lovendegem
Lovendegem é um município belga da província de Flandres Oriental. O município é constituído pelas vilas de Lovendegem e Vinderhoute.
Em 1 de Janeiro de 2006, o município tinha uma população de 9.538 habitantes, uma área de 19,48 km² correspondendo a uma densidade populacional de 480 habitantes por km².
O nome da vila foi pela vez registado como Lovendenghiem em 1150 ,mas existem vestígios da presença humana desde a Idade do Ferro.

## Habitantes famosos
- Maurice De Waele, ciclista vencedor do Tour de France

## Vilas fronteiriças
O município de Lovendegem confina com as seguintes vilas:
- a. Sleidinge (Evergem);
- b. Evergem;
- c. Mariakerke (Gante);
- d. Drongen (Gante);
- e. Merendree (Nevele)
- f. Zomergem
- g. Waarschoot

### Deelgemeenten
O município é composto por duas deelgemeenten,consulte a tabela seguinte.
| # | Nome        | Área  | População (2002) |
| - | ----------- | ----- | ---------------- |
| 1 | Lovendegem  | 15,82 | 7973             |
| 2 | Vinderhoute | 3,66  | 1321             |

### Mapa

Mapa do município de Lovendegem e vilas vizinhas.

## Evolução demográfica
Fonte:NIS